# LPAQ
LPAQ est le nom d´une famille de logiciels de compression de données distribués en open source.

## Description
LPAQ est issu de la famille de logiciels de compression PAQ.
Contrairement à PAQ qui favorise le taux de compression aux dépens des ressources et du temps nécessaires à la compression et plus rare à la décompression, LPAQ recherche d'excellents taux de compression (quoi qu’inférieurs à ceux de PAQ) tout en conservant des temps de compression raisonnables.

## Histoire
Profitant de la communauté de développeurs gravitant autour de PAQ, LPAQ a dès sa sortie suscité l'intérêt.
Les différentes versions (majeures) résultant de ce succès sont les suivantes :
- LPAQ1 est publié le 24 juillet 2007 par Matt Mahoney.
- LPAQ1.2 est publié le 19 septembre 2007 par Alexander Ratushnyak, optimisation permettant d'aller 6 à 10 % plus vite.
- LPAQ2 est publié le 20 septembre 2007 par Alexander Ratushnyak, améliore la compression, mais n'est plus compatible avec la version 1.
- LPAQ3 est publié le 29 septembre 2007 par Alexander Ratushnyak, compresse mieux certains fichiers, un peu moins certains autres.
- LPAQ4 est publié le 1er octobre 2007 par Alexander Ratushnyak.
- LPAQ5 est publié le 16 octobre 2007 par Alexander Ratushnyak.
- LPAQ6 est publié le 22 octobre 2007 par Alexander Ratushnyak, ajoute un filtre E8E9 permettant une meilleure compression des exécutables x86.
- LPAQ7 est publié le 31 octobre 2007 par Alexander Ratushnyak.
- LPAQ8 est publié le 10 décembre 2007 par Alexander Ratushnyak.
- LPQ1 est publié le 23 décembre 2007 par Matt Mahoney. Il s'agit d'un archiveur basé sur LPAQ1 dont l'utilisation est proche de celle de 7-Zip ou de WinRAR
- LPAQ9m est publié le 20 février 2009 par Alexander Ratushnyak à la suite de plusieurs sous-versions de LPAQ9.